# Канахин, Утебай
Утебай Канахин (каз. Өтебай Қанахин) (1923—1990) — советский и казахский писатель, публицист, переводчик.

## Биография
Родился 17 декабря 1923 года в ауле Тауп Иргизского района Актюбинской области. Происходил из рода Калак — Ескара — Тока — Шомекей. Шежире: Өтебай-Итбай-Қанаха-Төлеген-Кабанбай-Төлеген-Шұқыр-Қалақ-Есқара-Тоқа-Шөмекей.
В девятилетнем возрасте во время голода потерял семью, воспитывался с 1932 года по 1937 год в Иргизском районном детдоме и учился в казахской средней школе имени И.Алтынсарина.

### Образование
Окончил педагогические курсы в г. Актюбинске. С 1940—1941 годы учился на заочном отделении факультета казахского языка и литературы Актюбинского учительского института.
Окончил филологический факультет Казахского государственного университета им. С. М. Кирова.

### Трудовая деятельность
С 1940 года, после окончания педагогических курсов, работал учителем в школах Иргизского района.
В августе 1941 года был призван в ряды РККА. Службу начал сформированной в г. Актюбинске 101-й отдельной национальной стрелковой бригаде.
С 1942 года по 1945 год участвовал в Великой Отечественной войне.
До 1953 года служил в рядах Советской Армии.
С 1953 года по 1960 год — литературный сотрудник, заместитель ответственного секретаря газеты «Социалистік Қазақстан» (Социалистический Казахстан), заведующим отдела журнала «Ара» («Шмель»).
С 1960 года по 1963 год — инструктор ЦК КП Казахстана, заведующий сектором отдела культуры.
С 1963 года по 1966 год — главный редактор издательства «Жазушы» («Писатель»).
С 1966 года по 1969 год — заведующий сектором пропаганды ЦК КП Казахстана.
С 1969 года по 1970 год. — главный редактор альманаха «Жалын» («Пламя»).
С 1971 года по 1975 год — заведующий отделом журнала «Мәдениет және тұрмыс» («Культура и стиль жизни»).
С 1975 года по 1982 год — главный редактор репертуарно-редакционной коллегии Министерства культуры Казахской ССР.
С 1984 года был литературным сотрудником журнала «Мәдениет және тұрмыс».

## Награды
- орден Отечественной войны II степени (23.12.1985)[2]
- орден Красной Звезды ()
- Медаль «За боевые заслуги» (06.11.1947)[3]
- Медаль «За победу над Германией в Великой Отечественной войне 1941—1945 гг.»[4]

## Увековечивание памяти
В его честь названа улицы в г. Актюбинске, в с. Иргизе Иргизского района Актюбинской области.